# European Border Breakers Award
European Border Breakers Award (EBBA) или Награда за „Европейски музикален дебют без граници“ са отличия на Европейската комисия.
Отличава се успехът на 10 изгряващи изпълнители или групи, спечелили слава през изминалата година отвъд границите на собствената си държава със своя пръв албум, представен на международната сцена. Сред носителите на European Border Breakers Award са Адел, Tokio Hotel, The Baseballs, Zaz, Lykke Li, Milow, Katie Melua, Damien Rice, Caro Emerald, Stromae и Mumford and Sons.

## Организация
Наградите EBBA са основани от Европейската комисия и са награди  на Европейския съюз. Подборът и церемонията по присъждането на EBBA се организират от Фондация „Noorderslag“, чиято цел е да стимулира разпространението на европейската популярна музика.

## Партньори
- Европейски съюз за радио и телевизия (ЕСРТ)[4]
- Европейската програма за обмен на таланти, която изгражда мрежа от европейски фестивали за популярна музика и по този начин улеснява ангажирането на европейски групи за прояви извън тяхната държава.[4] Тя предоставя и информация на медиите за изгряващи европейски изпълнители.[5]

## Подбор на победителите
Номинираните за European Border Breakers Awards изпълнители или групи се подбират на базата на следните критерии:
- Успехът на първия албум, представен през изминалата година на европейската сцена в страни извън родната страна на изпълнителите.
- Брой излъчвания в ефира на радио каналите на Европейския съюз за радио и телевизия.
- Успехът на изпълнителите на европейски фестивали извън собствената им страна. [6]

## Награда на публиката
От 2010 г. насам се провежда онлайн гласуване, за да се определи кой от носителите на наградите EBBA ще получи наградата на публиката в допълнение на „обикновената“ награда. Първият победител е белгийският изпълнител Milow. Германската рокендрол група The Baseballs спечели през 2011 г.

## Церемонията
по време на фестивала Eurosonic Noorderslag в холандския град Гронинген, а неин домакин е водещият от BBC и музикант Джулс Холанд. Носителите на наградата EBBA пеят на живо по време на церемонията, както и по време на фестивала. В нея участват и победители от предходни години в качеството си на специални гости. Церемонията се заснема от холандските обществени радиотелевизионни канали NOS/NTR и се излъчва по телевизия Nederland 3. Всяка години церемонията се излъчва по няколко европейски телевизионни канала.

## История
Началото на наградите EBBA е дадено през 2004 г. от Европейската комисия. Нейната цел е да се стимулира разпространението през граница на популярна музика и да се подчертае голямото музикално разнообразие в Европа. European Border Breakers Awards се финансират от програмата за култура на Европейския съюз, която се стреми да насърчи трансграничната мобилност на артисти и специалисти в областта на културата, транснационалното движение на произведения на културата и изкуството и да подпомогне междукултурния диалог.

## Носители на наградите EBBA за 2012 г.
| Държава              | Изпълнител             | Албум                |
| -------------------- | ---------------------- | -------------------- |
| Австрия              | Elektro Guzzi          | Elektro Guzzi        |
| Белгия               | Selah Sue              | Selah Sue            |
| Дания                | Agnes Obel             | Philharmonics        |
| Франция              | Ben l’Oncle Soul       | Soulman              |
| Германия             | Boy                    | Mutual Friends       |
| Ирландия             | James Vincent McMorrow | Early in the Morning |
| Нидерландия          | Afrojack               | Lost and Found       |
| Румъния              | Alexandra Stan         | Saxobeats            |
| Швеция               | Swedish House Mafia    | Until One            |
| Обединеното кралство | Anna Calvi             | Anna Calvi           |

Носител на наградата на публиката: Selah Sue

## Носители на наградите EBBA за 2011 г.
| Държава              | Изпълнител     | Албум                                |
| -------------------- | -------------- | ------------------------------------ |
| Дания                | Aura Dione     | Columbine                            |
| Германия             | The Baseballs  | Strike                               |
| Франция              | Zaz            | ZAZ                                  |
| Норвегия             | Donkeyboy      | Caught                               |
| Румъния              | Inna           | Hot                                  |
| Австрия              | Saint Lu       | Saint Lu                             |
| Обединеното кралство | Mumford & Sons | Sigh No More                         |
| Швеция               | Miike Snow     | Miike Snow                           |
| Нидерландия          | Caro Emerald   | Deleted Scenes From The Cutting Room |
| Белгия               | Stromae        | Cheese                               |

Носител на наградата на публиката: The Baseballs

## Носители на наградите EBBA за 2010 г.
| Държава              | Изпълнител         | Албум               |
| -------------------- | ------------------ | ------------------- |
| Белгия               | Milow              | Milow               |
| Обединеното кралство | Charlie Winston    | Hobo                |
| Германия             | Peter Fox          | Stadtaffe           |
| Австрия              | Soap&Skin          | Lovetune for Vacuum |
| Естония              | Kerli              | Love Is Dead        |
| Швеция               | Jenny Wilson       | Hardships           |
| Португалия           | Buraka Som Sistema | Black Diamond       |
| Франция              | Sliimy             | Paint Your Face     |
| Нидерландия          | Esmée Denters      | Outta Here          |
| Италия               | Giusy Ferreri      | Gaetana             |

Носител на наградата на публиката: Milow

## Носители на наградите EBBA за 2009 г.
| Държава              | Изпълнител     | Албум                                  |
| -------------------- | -------------- | -------------------------------------- |
| Франция              | Aaron          | Artificial Animals Riding on Neverland |
| Обединеното кралство | Adele          | 19                                     |
| Дания                | Alphabeat      | Alphabeat                              |
| Германия             | Cinema Bizarre | Final Attraction                       |
| Франция              | The Dø         | A Mouthfull                            |
| Нидерландия          | Kraak & Smaak  | Boogie Angst                           |
| Дания                | Ida Corr       | One                                    |
| Швеция               | Lykke Li       | Youth Novels                           |
| Ирландия             | The Script     | The Script                             |
| Обединеното кралство | The Ting Tings | We Started Nothing                     |

## Носители на наградите EBBA за 2008 г.
| Държава              | Изпълнител         | Албум                              |
| -------------------- | ------------------ | ---------------------------------- |
| Белгия               | Reborn             | Fools Rush In                      |
| Дания                | Dúné               | We are in there, you are out there |
| Финландия            | Sunrise Avenue     | On The Way To Wonderland           |
| Франция              | Ayo                | Joyful                             |
| Германия             | Cascada            | Everytime We Touch                 |
| Ирландия             | Dolores O'Riordan  | Are You Listening?                 |
| Полша                | Hemp Gru           | Klucz                              |
| Испания              | Miguel Ángel Muñoz | M.A.M.                             |
| Швеция               | Басхънтър          | LOL <(^^,)>                        |
| Обединеното кралство | The Fratellis      | Costello Music                     |

## Носители на наградите EBBA за 2007 г.
| Държава              | Изпълнител         | Албум                |
| -------------------- | ------------------ | -------------------- |
| Белгия               | Gabriel Ríos       | Ghostboy             |
| Германия             | Tokio Hotel        | Schrei               |
| Франция              | Ilona Mitrecey     | Un monde parfait     |
| Гърция               | Elena Paparizou    | My Number One        |
| Обединеното кралство | Corinne Bailey Rae | Corinne Bailey Rae   |
| Ирландия             | Celtic Woman       | Celtic Woman         |
| Италия               | Vittorio Grigolo   | In the Hands of Love |
| Полша                | Blog 27            | Lol                  |
| Швеция               | José González      | Veneer               |
| Испания              | Beatriz Luengo     | Beatriz Luengo       |

## Носители на наградите EBBA за 2006 г.
| Държава              | Изпълнител          | Албум                |
| -------------------- | ------------------- | -------------------- |
| Белгия               | Sarah Bettens       | Scream               |
| Дания                | Hush                | A Lifetime           |
| Германия             | Juli                | Es ist Juli          |
| Франция              | Amel Bent           | Un jour d'été        |
| Обединеното кралство | KT Tunstall         | Eye to the Telescope |
| Ирландия             | Hal                 | Hal                  |
| Швеция               | Arash               | Boro Boro            |
| Испания              | Bebe                | Pafuera Telanaras    |
| Унгария              | Heaven Street Seven | Get Out And Walk!    |

## Носители на наградите EBBA за 2005 г.
| Държава              | Изпълнител      | Албум                        |
| -------------------- | --------------- | ---------------------------- |
| Дания                | The Raveonettes | Chain gang of love           |
| Германия             | Wir sind Helden | Die Reklamation              |
| Финландия            | Redrama         | Every Day Soundtrack         |
| Франция              | Corneille       | Parce que l'on vient de loin |
| Обединеното кралство | Katie Melua     | Call Off the Search          |
| Ирландия             | Damien Rice     | O                            |
| Италия               | Benny Benassi   | Hypnotica                    |
| Полша                | Myslovitz       | Korova Milky Bar             |
| Швеция               | Ana Johnsson    | The Way I Am                 |

## Носители на наградите EBBA за 2004 г.
| Държава              | Изпълнител    | Албум                |
| -------------------- | ------------- | -------------------- |
| Белгия               | Lasgo         | Some Things          |
| Дания                | Saybia        | The Second You Sleep |
| Германия             | Masterplan    | Masterplan           |
| Франция              | Carla Bruni   | Quelqu'un m'a dit    |
| Обединеното кралство | The Darkness  | Permission To Land   |
| Ирландия             | The Thrills   | So Much For The City |
| Италия               | Tiziano Ferro | Rosso Relativo       |
| Португалия           | Mariza        | Fado Em Mim          |
| Испания              | Las Ketchup   | Hijas del Tomate     |